# Dung dịch natri bicarbonate tiêm tĩnh mạch
Dung dịch natri bicarbonate tiêm tĩnh mạch, còn được gọi là natri hydro cacbonat, là một loại thuốc chủ yếu được sử dụng để điều trị nhiễm toan chuyển hóa nặng. Vì mục đích này, chúng thường chỉ được sử dụng khi pH máu nhỏ hơn 7.1 với các nguyên nhân cơ bản như tiêu chảy, ói mửa hoặc vấn đề về thận. Các ứng dụng khác của thuốc bao gồm điều trị kali máu cao, quá liều thuốc chống trầm cảm ba vòng, và ngộ độc cocaine cũng như một số ngộ độc khác. Thuốc được đưa vào cơ thể nhờ tiêm vào tĩnh mạch.
Các tác dụng phụ có thể kể đến như kali máu thấp, natri máu cao và sưng. Thuốc không được khuyến cáo ở những người có lượng calci trong máu thấp. Natri bicarbonate có trong thuốc kiềm hóa. Thuốc hoạt động bằng cách tăng lượng bicarbonate trong máu, giúp trung hòa lượng ion hydro dư thừa và làm tăng pH máu.
Sản xuất sodium bicarbonate thương mại bắt đầu từ năm 1791 đến năm 1823. Việc sử dụng y tế dưới dạng tiêm tĩnh mạch bắt đầu vào khoảng những năm 1950. Nó nằm trong danh sách các thuốc thiết yếu của Tổ chức Y tế Thế giới, tức là nhóm các loại thuốc hiệu quả và an toàn nhất cần thiết trong một hệ thống y tế. Natri bicarbonate có sẵn dưới dạng thuốc gốc. Chi phí bán buôn ở các nước đang phát triển là khoảng 0,09 đến 2,58 USD/10 ml dung dịch 8,4%. Tại Vương quốc Anh, với cùng lượng thuốc thì cần chi cho NHS khoảng 11,10 bảng Anh.